# اللغة الكورمالية
لغة كورمالية أو لغة كورمالي (بالإنجليزية Kurmali language) وباللغة البهارية بالكتابة الديوناكرية कुर्माली أو कुरमाली.
هي إحدى اللغات المنطوقة في ولاية تجاركاند في الهند.
وتكتب اللغة الكورمالية كما هو الشأن في مجموعة اللغات البهارية بالخط الديوناكري السنسكريتي.
اللغة الكورمالية مرتبطة بشكل عام بالمجموعات العرقية الهندية (كورمي Kurmi) و (كودومي Kudumi) و (ماهاتو Mahato)، و (ماهانتا Mahanta) و (موهانتا Mohanta). والمجموعات السكنية الكورومية المتواجدة بجهارخاند، وأوديشا وولاية البنغال الغربية كما يتحدث بها مجموعات كورومي بولاية أسام الهندية.
واللغة الكورمالية واحدة من مجموعة اللغات البهارية المنتشرة في الهند الشرقية وأجزاء من النيبال وبعض مناطق بنغلاديش وبورما. وبذلك تعتبر اللغة الكورمالية لغة هندو آرية، تنتمي إلى عائلة اللغات الهندو-أوروبية القديمة.

## الأبجدية المستعملة
معظم الناطقين باللغة الكورمالية يستخدمون الخط الديوناكري السنسكريتي، على الرغم من أبجدية كايثي Kaithi هي معروفة أيضا للناطقين بالكورمالية. والبعض في المناطق الحدودية في جهارخاند وغرب البنغال يستخدمون الأبجدية البنغالية في كتابة اللغة الكورمالية.

## رمز إيزو
رمز إيزو «للمنظمة الدولية للمعايير» الخاص باللغة الكورمالية هو كالتالي:
إيزو 639-3: KYW